# Lista de bandeiras da Líbia
Esta é uma lista de bandeiras usadas na Líbia.

## Bandeira nacional
| Bandeira | Data          | Uso                        | Descrição |
| -------- | ------------- | -------------------------- | --- |
|          | 2011–presente | Bandeira Nacional da Líbia | Uma tribanda horizontal de vermelho, preto (largura dupla) e verde, carregada com um crescente branco e uma estrela de cinco pontas centrada na faixa preta. |

## Bandeiras militares
| Bandeira | Data            | Uso                                               | Descrição |
| Atual    | Atual           | Atual                                             | Atual |
| -------- | --------------- | ------------------------------------------------- | --- |
|          | 2011–presente   | Bandeira naval da Líbia                           | um campo azul claro com o tricolor líbio no cantão e desfigurado com uma âncora branca vertical.                        |
|          | 2014 – presente | Bandeira do Exército Nacional Líbio               | um campo vermelho com o emblema dourado no centro.                                                                      |
|          | 2011–presente   | Bandeira do Exército Líbio                        | um campo vermelho com o emblema no centro.                                                                              |
|          | 2011–presente   | Bandeira da Marinha da Líbia                      | um campo azul com o emblema no centro.                                                                                  |
|          | 2011–presente   | Bandeira da Força Aérea Líbia                     | um campo ciano com o emblema no centro.                                                                                 |
|          |                 | Bandeira das Forças de Defesa Aérea da Líbia      | um campo dividido diagonalmente. o triângulo superior é azul e o triângulo inferior é marrom e com o emblema no centro. |
|          | 2014 – presente | Bandeira do Exército Nacional da Líbia (variante) | um campo branco com o emblema no centro.                                                                                |
| Antigo   |                 |                                                   | |
|          | 1977–2011       | Bandeira naval da Líbia                           | um campo azul claro com a bandeira verde da Líbia no cantão e desfigurado com uma âncora branca vertical                |

## Bandeiras históricas

### Independência
| Bandeira | Data      | Uso                                         | Descrição |
| -------- | --------- | ------------------------------------------- | --- |
|          | 1977–2011 | Bandeira da Era Muammar al-Gaddafi          | Uma bandeira verde simples – a cor representa a fé islâmica e a indústria agrícola do país.                                                                  |
|          | 1974      | Bandeira da República Árabe Islâmica        | Uma bandeira tricolor horizontal de vermelho, branco e preto com uma lua crescente vermelha e uma estrela de cinco pontas no centro.                         |
|          | 1972–1977 | Bandeira da Federação das Repúblicas Árabes | Uma bandeira tricolor horizontal de vermelho, branco e preto com uma águia dourada no centro.                                                                |
|          | 1969–1972 | Bandeira da República Árabe da Líbia        | Um tricolor horizontal de vermelho, branco e preto. |
|          | 1951–1969 | Bandeira do Reino da Líbia                  | Uma tribanda horizontal de vermelho, preto (largura dupla) e verde; carregada com um crescente branco e uma estrela de cinco pontas centrada na faixa preta. |

### Fezzan
| Bandeira | Data      | Uso                                               | Descrição                                                                              |
| -------- | --------- | ------------------------------------------------- | -------------------------------------------------------------------------------------- |
|          | 1949–1951 | Bandeira do Território Militar de Fezzan-Ghadames | Um campo vermelho com uma lua crescente branca e uma estrela transparente de 5 pontas. |

### Emirado da Cirenaica
| Bandeira | Data      | Uso                              | Descrição                                                              |
| -------- | --------- | -------------------------------- | ---------------------------------------------------------------------- |
|          | 1949–1951 | Bandeira do Emirado da Cirenaica | Um campo preto com uma lua crescente branca e uma estrela de 5 pontas. |

## Bandeiras étnicas
| Bandeira | Data | Uso                   | Descrição                                                                               |
| -------- | ---- | --------------------- | --------------------------------------------------------------------------------------- |
|          |      | Bandeira dos dazas    |                                                                                         |
|          |      | Bandeira dos berberes | Uma bandeira tricolor azul, verde e amarela com um tifinagh berbere vermelho no centro. |